# Jury d'accusation
Un jury d'accusation était, dans la justice française, un groupe constitué de huit citoyens tirés au sort et présidé par le juge de district, qui se prononçait sur le renvoi devant le tribunal criminel, institution à l'origine de la cour d'assises contemporaine, composé de quatre magistrats et du jury populaire (12 citoyens tirés au sort). 
Il a été créé en 1791 par l'Assemblée constituante[source insuffisante] et supprimé en 1808.

## Rôle
L'instruction préparatoire était confiée au juge de paix, complétée par l'un des juges du district. L'affaire était ensuite soumise au jury d'accusation. Il y a par conséquent deux jurys distincts : le jury d'accusation tout d'abord, puis un jury de jugement, chargé de statuer sur la culpabilité des suspects.
Dans certains pays de common law, il a existé ou il existe encore (États-Unis, Liberia) le grand jury, qui a le même rôle.